# باربرا فيسر
باربرا فيسر (بالهولندية: Barbara Visser) هي صانعة أفلام وثائقية ومصورة هولندية، ولدت في 20 مايو 1966 في هارلم في هولندا.

## وصلات خارجية
- الموقع الرسمي
- باربرا فيسر على موقع IMDb (الإنجليزية)